# ورزشگاه جاینتس
ورزشگاه جاینتس (به انگلیسی: Giants Stadium) ساخت ۱۹۷۲، یک ورزشگاه چند منظوره در نیوجرسی (حوالی شهر نیویورک) در ایالات متحده آمریکا بود.
این استادیوم یکی از مراکز برگزاری بازی‌های جام جهانی فوتبال ۱۹۹۴ بود.
این ورزشگاه در سال ۱۹۷۶ تأسیس شده و در تاریخ ۳ ژانویه ۲۰۱۰ آخرین بازی رسمی در آن برگزار شده و در فوریه ۲۰۱۰ تخریب شده‌است.

## نگارخانه

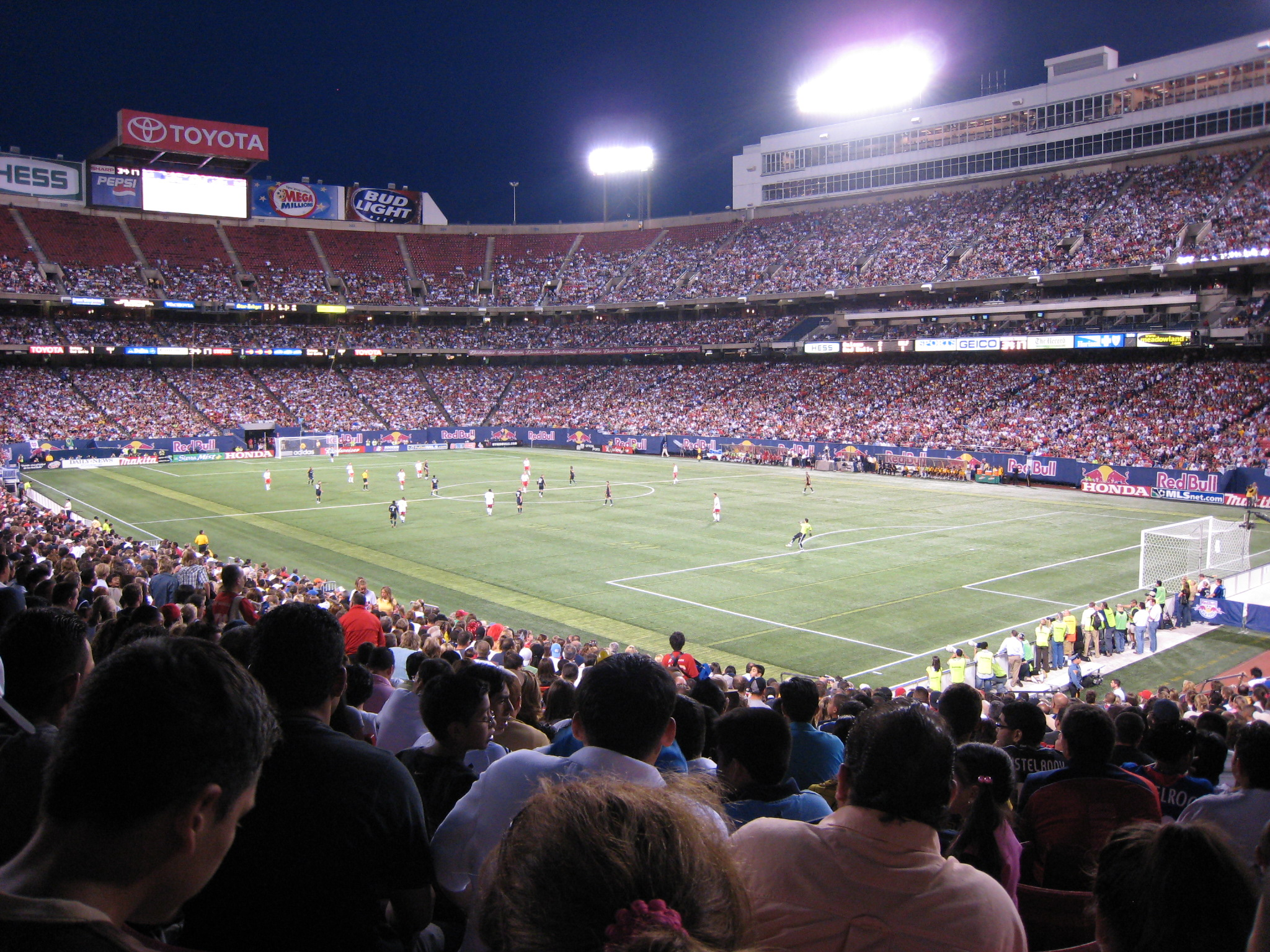
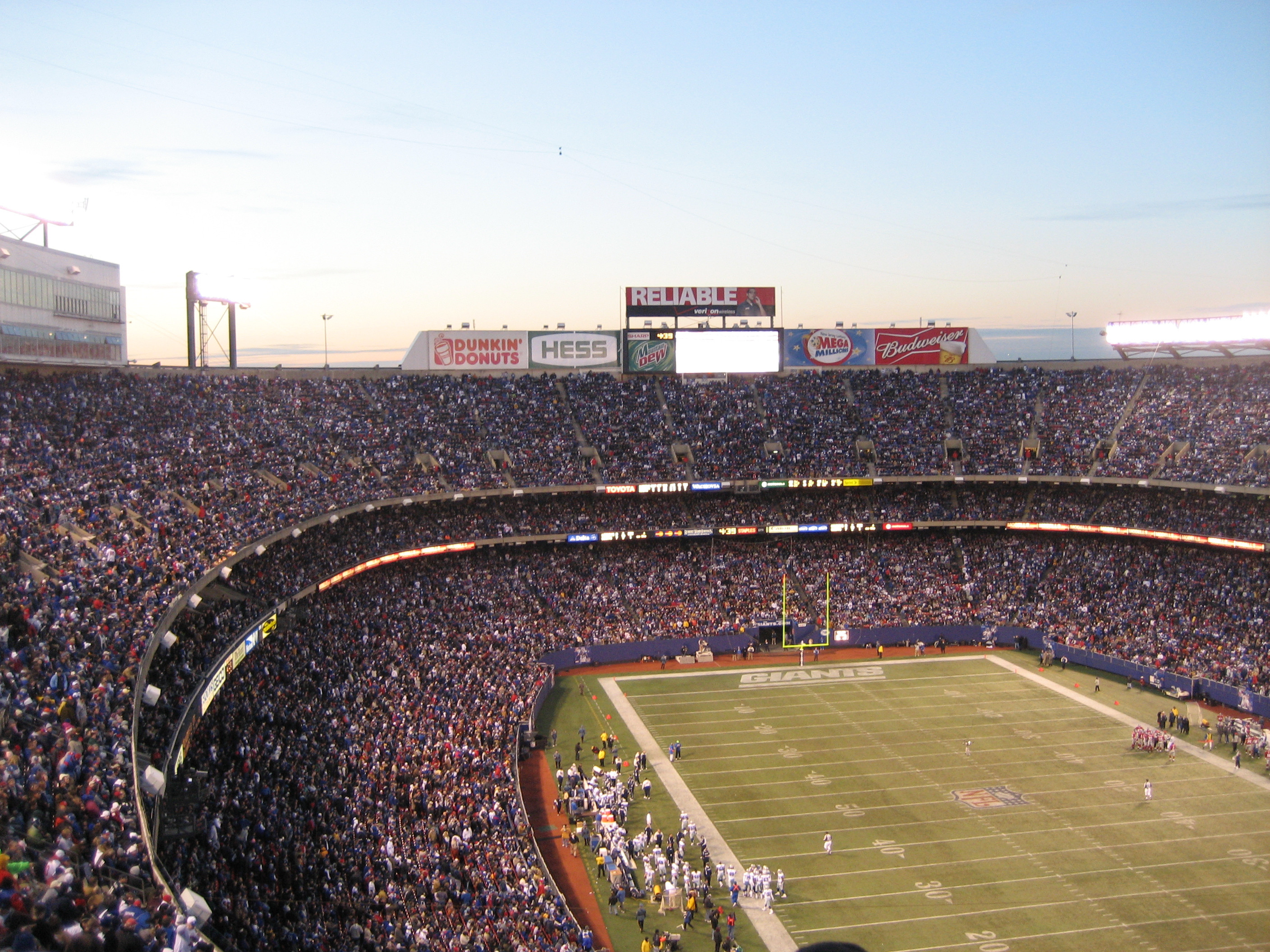
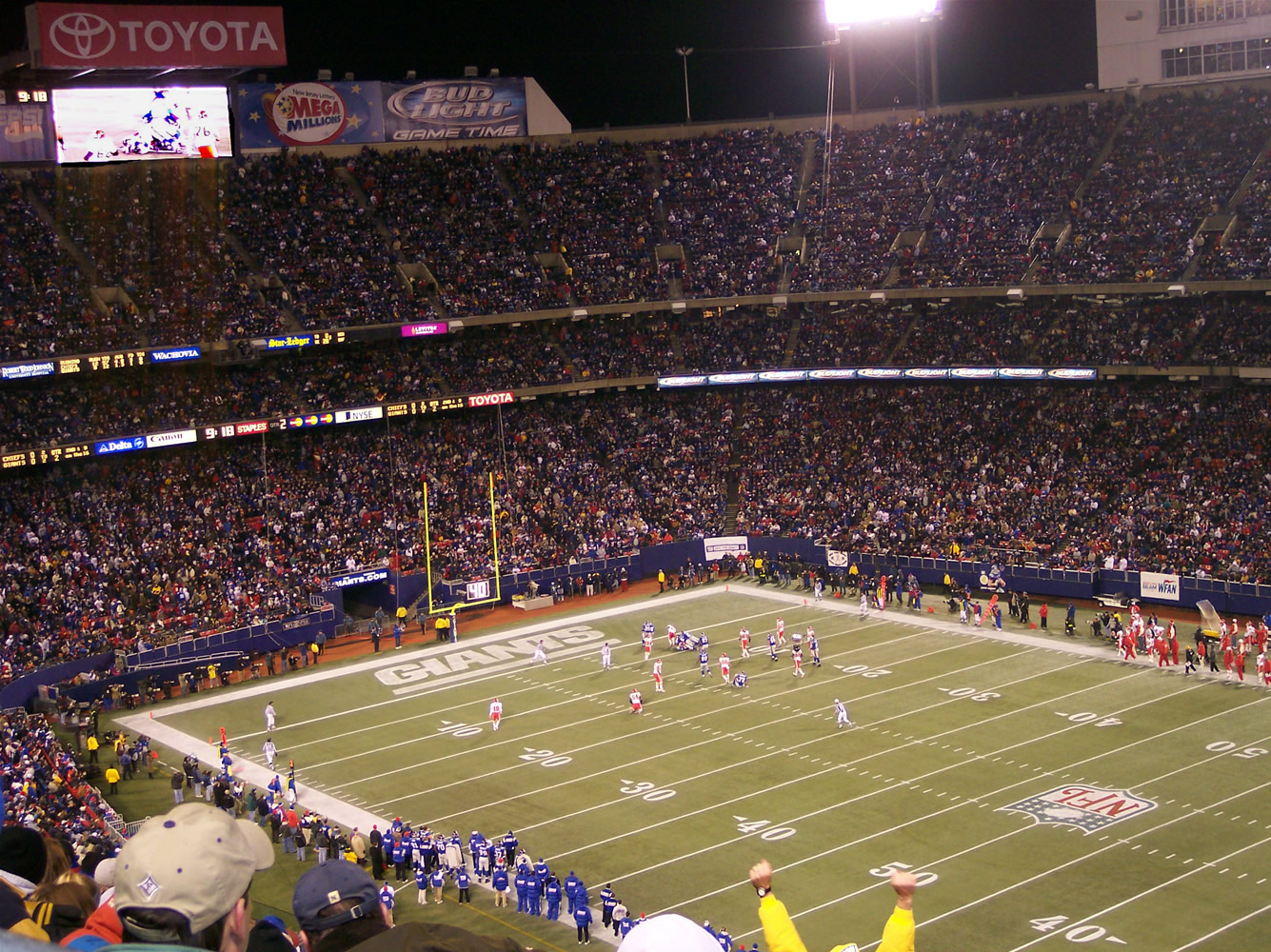
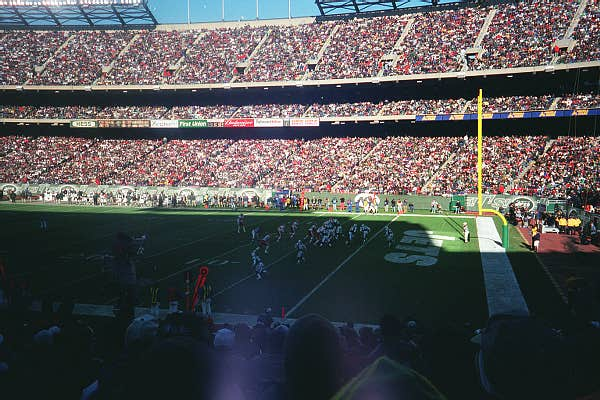